# Aquarius-Zwerggalaxie
Die Aquarius-Zwerggalaxie (kurz auch AqrDIG) ist eine irreguläre Zwerggalaxie im Sternbild des Wassermanns, zuerst katalogisiert im Jahr 1959 durch die Durchmusterung des DDO Survey.
Eine ihrer charakteristischsten Eigenschaften ist ihre bei nur wenigen Galaxien vorkommende Blauverschiebung, gleichbedeutend mit der Tatsache, dass sich diese Galaxie auf unsere Milchstraße zubewegt. Die Geschwindigkeit der Annäherung beträgt dabei 137 km/s.
Lee et al. konnten 1999 dann AqrDIG endgültig als Mitglied der Lokalen Gruppe identifizieren. Sie maßen die Entfernung zu (950 ± 50) kpc, indem sie die Spitze des Roten Riesenasts der Zwerggalaxie bestimmten.
In etwa die gleiche Entfernung zum Baryzentrum der Lokalen Gruppe macht AqrDIG zu einer der isolierten Galaxien dieser Galaxiengruppe und des intergalaktischen Raums.
Verglichen mit anderen irregulären Zwerggalaxien ist AqrDIG relativ lichtschwach.